# Laura Cumming
Laura Cumming (geboren 1961) ist eine britische Journalistin und Kunstkritikerin.

## Leben
Laura Cumming ist die Tochter des Künstlerehepaars James Cumming (1922–1991) und  Betty Elston. Sie arbeitete als Literaturkritikerin im BBC-Programm The Listener, schrieb Beiträge für New Statesman und  Literary Review und arbeitete als Moderatorin im Nachtprogramm Nightwaves des BBC Radio 3. Seit 1999 ist sie Kunstkritikerin bei der Zeitung The Observer.
Cummings erstes Buch behandelt das künstlerische Selbstporträt. In ihrem zweiten Buch geht sie dem Schicksal des Londoner Antiquars John Snare (1811 bis 1883 – ungefähre Daten) nach, der 1845 ein Porträtgemälde aufspürte und ersteigerte, das sich in der Folge als das Porträt des späteren englischen Königs Karl I. von Diego Velázquez herausstellte. Das Bild wurde noch 1885 von Snares Sohn im Metropolitan Museum of Art in New York gezeigt; es ging danach verloren. Für die Biografie erhielt Cummings 2017 den James Tait Black Memorial Prize für Biografie.

## Schriften
- A face to the world : on self-portraits. Hammersmith : HarperPress, 2009
- The vanishing Velázquez : a 19th-Century bookseller's obsession with a lost masterpiece. New York : Scribner, 2016 (The vanishing man)
  - Der verschwundene Velázquez : ein besessener Sammler, ein verschollenes Gemälde und der größte Maler aller Zeiten. Übersetzung Tobias Schnettler. Frankfurt am Main : S. Fischer, 2017